# Laakvalleien
Laakvalleien is de naam van een natuurgebied in de gemeente Laakdal dat de valleien omvat ven de Grote Laak, de Kleine Laak en de Rode Laak.
Het meer dan 100 ha gebied wordt beheerd door Natuurpunt.

## Gebied
De beekjes kronkelen zich tussen hoger gelegen delen, zoals getuigenheuvels, door. In de dalen vindt men zowel sediment als veen. Het gaat om vlakke en moerassige gebieden waarin zich ook plassen en vijvers bevinden. Verder zijn er natte weilanden en broekbossen. De bodem is rijk aan ijzer. Belangrijke onderdelen van het gebied zijn Trichelbroek en De Roost.

## Fauna
Het gebied is rijk aan vlinders. Er werden 30 soorten dagvlinders en 150 soorten nachtvlinders waargenomen. Van de libellen en aanverwante insecten kunnen vuurlibel, smaragdlibel, weidebeekjuffer, geelvlekheidelibel en bandheidelibel worden genoemd. Van de sprinkhanen vindt men er de moerassprinkhaan, de kustsprinkhaan, de bramensprinkhaan en de struiksprinkhaan.
De gewone pad en de bruine kikker komen voor naast invasieve exoten als de meerkikker en de stierkikker.

## Toegankelijkheid
Er lopen diverse wandelpaden door het gebied. Ook zijn er enkele vogelkijkhutten.